# Siciliaans Senior Open
Het Siciliaans Senior Open is een golftoernooi van de Europese Senior Tour.
De eerste editie werd in 2010 gespeeld op de Il Picciolo Golf Club, een van de weinige 18 holesbanen op Sicilië. Domingo Hospital behaalde zijn eerste overwinning op de Senior Tour door Horacio Carbonetti in de play-off te verslaan.

## Winnaars
- 2010:  Domingo Hospital met -5

## Trivia
Sicilië probeerde meer golf-toerisme aan te trekken. In overleg met de Italiaanse PGA startte in 2010 een drie-jaars programma. In 2010 werd het Siciliaans Senior Open gelanceerd, in 2011 het Siciliaans Open op de Verdura Golf & Spa Resort en het Sicilian Ladies Italian Open op Il Picciolo.